# Colonialismo

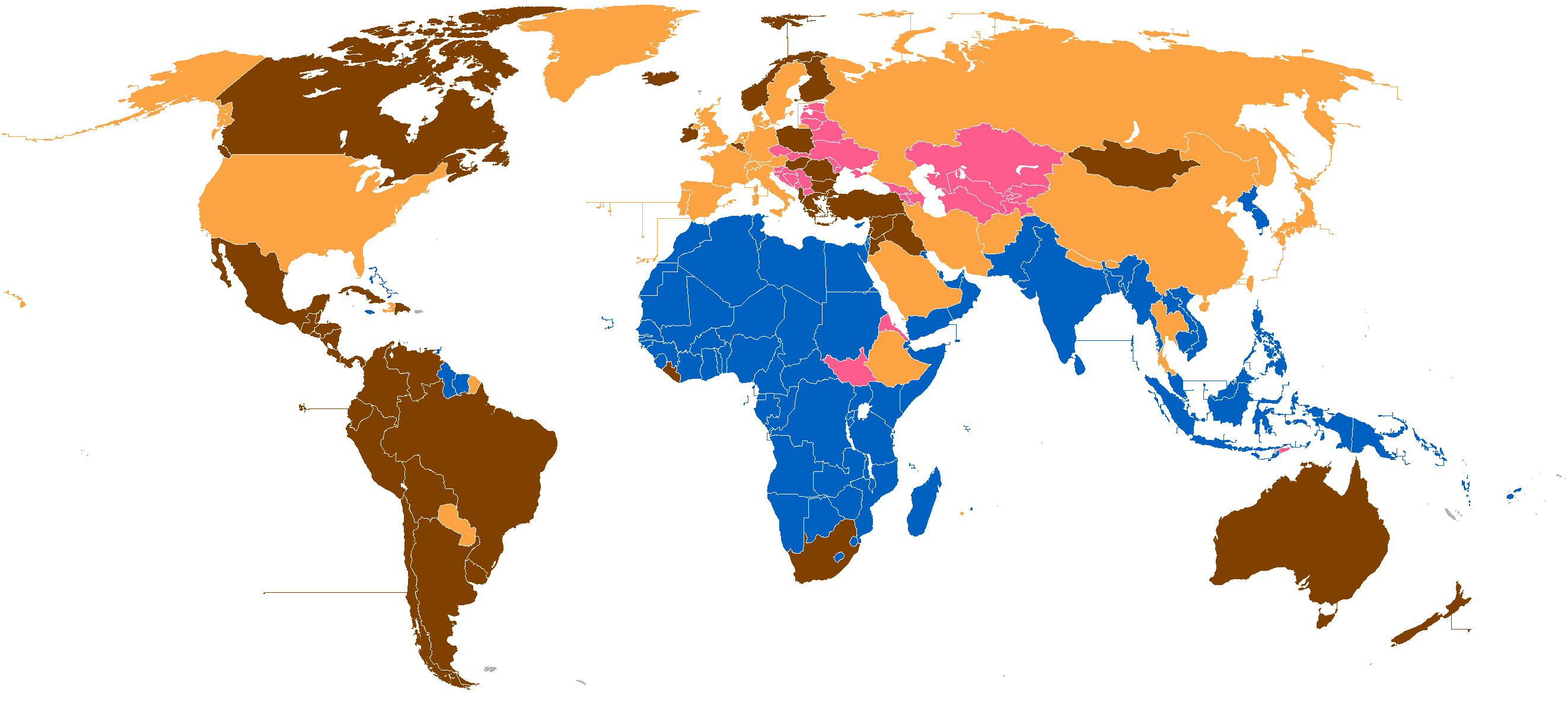
Fecha de independencia:
Antes de 1810
De 1810 a 1945
De 1945 a 1990
Después de 1990

Territorios colonizados por potencias europeas, los Estados Unidos y Japón desde 1492

El colonialismo es el sistema político y económico mediante el cual un Estado extranjero domina y explota un territorio ajeno.Se caracteriza por la existencia de colonias, que son territorios administrados directamente por la metrópoli por un régimen distinto al de otras formas de dependencia, como los protectorados o las esferas de influencia. El término suele referirse a la ocupación y control de territorios por parte de una potencia extranjera, generalmente para explotar sus recursos naturales y su población.
Si bien el colonialismo suele estar vinculado a proyectos imperialistas, también puede adoptar la forma de colonialismo de asentamiento, en el que colonos ocupan un territorio, desplazan a la población local y, en ocasiones, pueden recurrir al genocidio contra los pueblos indígenas.
El colonialismo se consolidó con la expansión de los imperios europeos entre los siglos XV y XX. En 1800, estos imperios controlaban el 35 % de la superficie terrestre, alcanzando un máximo del 84 % al inicio de la Primera Guerra Mundial.
El proceso de descolonización comenzó en el siglo XVIII y se desarrolló en distintas etapas, con la mayor oleada entre 1945 y 1975, tras la Segunda Guerra Mundial.Sin embargo, el legado colonial sigue influyendo en la actualidad. Estudios han señalado que las diferencias en las instituciones coloniales explican variaciones en el desarrollo económico,los sistemas de gobiernoy la capacidad estatal.Algunos académicos emplean el término neocolonialismo para describir la persistencia de formas indirectas de dominación colonial.

## Definición y características
El término colonialismo suele usarse para describir la ocupación y control de territorios por parte de una potencia extranjera, a menudo con la finalidad de explotar sus recursos naturales y población. Implica la imposición de estructuras políticas, económicas y culturales por parte de los colonizadores, quienes suelen considerar a las sociedades sometidas como inferiores en términos sociales, culturales o biológicos.
El concepto de colonialismo suele confundirse con imperialismo. Mientras que el colonialismo implica generalmente el asentamiento de población en los territorios dominados, el imperialismo puede referirse a formas de control indirecto sin necesidad de colonización permanente. No obstante, ambas formas de dominación han sido utilizadas para el beneficio económico y estratégico de las potencias coloniales.

## Origen histórico
Existieron colonias sumerias, babilónicas, egipcias, fenicias, cartaginesas, griegas, romanas, mayas, incas, aztecas, japonesas, chinas, indias, ghanianas, malianas, etc. [cita requerida]
En el siglo XV, la expansión europea dio lugar a colonias similares a las romanas, griegas, etcétera, en América, Asia, África y Oceanía, prolongándose en los siglos XVI, XVII y XVIII.[cita requerida]
Inicialmente colonia se entendía hasta el siglo XIX, según el derecho romano, como asentamiento humano que es establecido fuera de su comunidad política original. A su vez, según Annick Lempérière, el concepto de colonizar implicaba «ante todo poblar; una migración y una fundación que no implicaban la dominación de un pueblo sobre otro, sino la toma de posesión de un territorio». Posteriormente el fenómeno del colonialismo tendría variaciones por la instauración de la modernidad política europea durante los Ciclos revolucionarios del siglo XIX.

## Colonialismo europeo
El colonialismo europeo tuvo dos etapas principales: una primera en el siglo XVI llevada a cabo por los imperios español y portugués, seguidos por ingleses, franceses y neerlandeses, y una segunda oleada, que se produjo fundamentalmente en el último tercio del siglo XIX y primera mitad del siglo XX, durante la cual diversos países europeos conquistaron otros continentes de forma muy rápida. Los principales países colonialistas en esa época fueron Bélgica, Francia, Reino Unido, España, Portugal, Alemania, Italia, Rusia, Dinamarca y Países Bajos. Las causas de este colonialismo fueron principalmente tecnológicas y económicas y, secundariamente, influyeron también factores políticos y culturales.

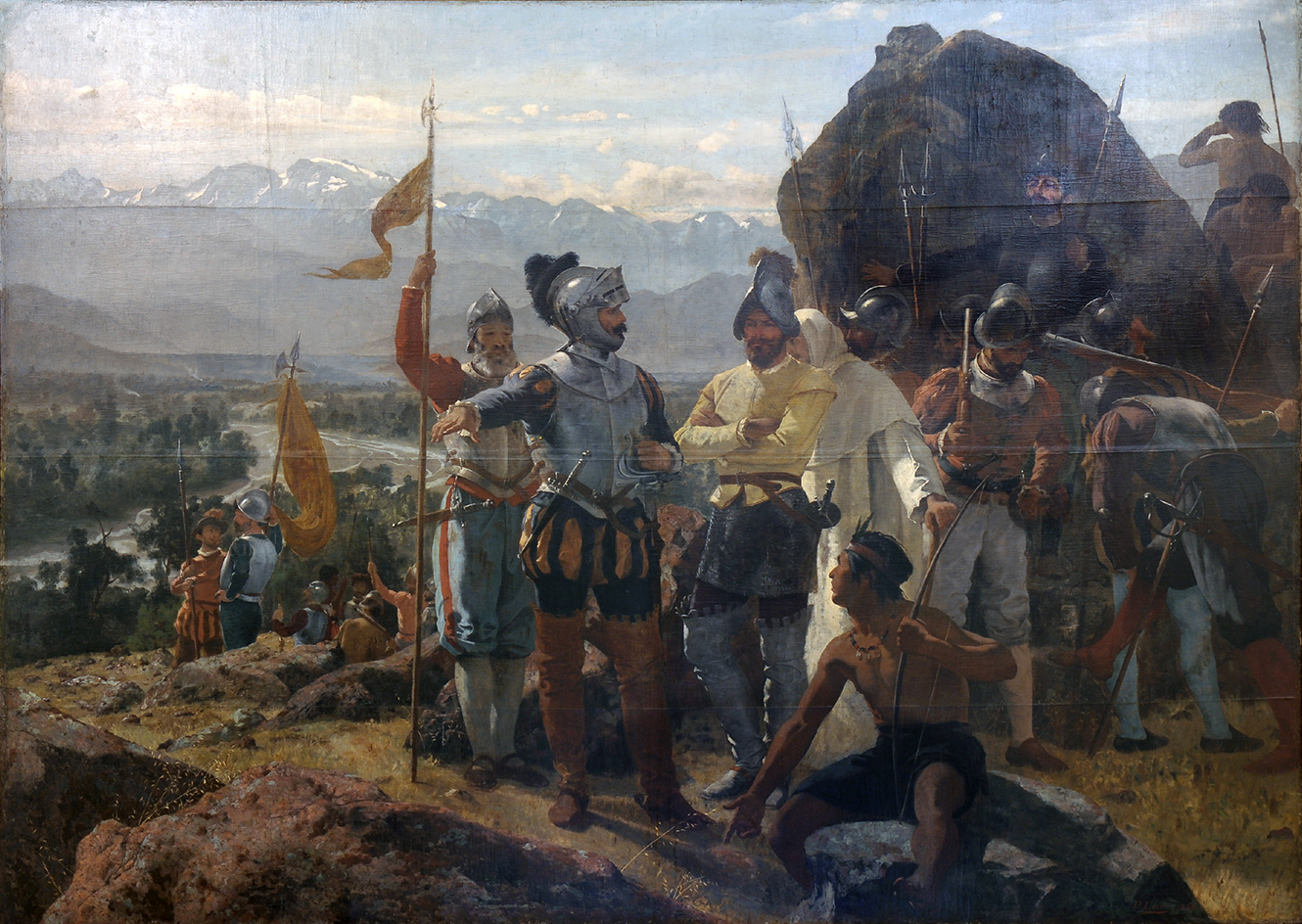
Fundación de la ciudad de Santiago de Chile en 1541

### Causas tecnológicas
Si bien hacia el siglo XIV China igualaba tecnológicamente al Viejo Continente, la fragmentación de Europa en pequeños Estados que combatían entre sí durante la Edad Moderna, llevó allí a un perfeccionamiento de la tecnología militar. Aunque los cañones y la pólvora eran conocidos en China, las necesidades guerreras de los europeos llevaron a su mejora y uso generalizado. Por el contrario, China era un enorme imperio unificado, con apenas luchas internas y rodeado de enemigos, en general mucho menos poderosos militarmente. Además, Europa tenía ciertos recursos como el carbón que, durante el siglo XVIII, serían muy importantes. Eso permitió superar a los europeos las técnicas de fabricación de acero, ya que tradicionalmente China había sido superior en este aspecto tecnológico. Finalmente, debe notarse que China y Asia conjuntamente tenían una producción superior a Europa, y al encontrarse los europeos con una ventaja tecnológica militar algunos países decidieron incursionar militarmente en Asia con el fin de apoderarse del potencial económico de China e India. De hecho, durante la Edad Moderna, Asia constituyó el continente económicamente más productivo. Hacia 1500, Oriente Medio, India y China concentraban cerca del 60 % de la producción mundial, y poco antes de 1800 el 80 % de la misma. Durante el siglo XVIII, los textiles de India se exportaban extensivamente a Francia e Inglaterra. Y gran cantidad de productos industriales chinos estaban presentes tanto en la América colonial desde el siglo XVII como en Europa. Se estima que un 75 % de la plata extraída por los españoles en América acabó en China a cambio de la compra de productos manufacturados en China. La Revolución Industrial europea alteró este equilibrio y, mediante la conquista militar, gran parte de Asia pasó a estar controlada por potencias europeas. En su libro Armas, gérmenes y acero Jared Diamond analiza las condiciones tecnológicas y materiales de Europa comparadas con las de otros continentes explicando que factores materiales y tecnológicos generaron la ventaja militar europea.
En el caso de China, tras varias guerras y reveses (Guerras del Opio) el gobierno de la dinastía Qing se vio obligado a firmar una serie de tratados desiguales que le concedían grandes beneficios a las potencias europeas, Estados Unidos y Japón. En el caso de la India y de muchos otros territorios de Asia y África, estos acabaron bajo el control directo de potencias extranjeras.

### Causas económicas
La crisis económica de súper-producción en Europa en los años 1550 y 1850, se trataba de solucionar con medidas proteccionistas y protegiendo la producción nacional frente a la competencia foránea. Se trató de llevar a cabo poniendo aranceles aduaneros y tasas, lo cual no funcionó y la crisis siguió empeorando. Se buscó otra solución, ahora más efectiva: llevar a ultramar el excedente europeo, ya que las colonias eran un buen mercado por varios motivos:
- Inversión: en Europa sobraba capital para invertir, pero como no había garantías de retorno, los inversores se fueron a las colonias.
- Los productos agrícolas, y las materias primas en general, son necesarios pero se encontraban en las colonias y se vendían en Europa.
- Mano de obra barata: era más rentable la mano de obra de las colonias que la europea.

### Causas políticas
Las «causas políticas» abarcarían muchos motivos y acontecimientos. En 1871 Francia fue derrotada por Prusia en la conocida como guerra franco-prusiana. Esto provocó un amplio sentimiento de humillación nacional y el gobierno de la recién instaurada III República fomentó la expansión colonial. Algunas de las causas políticas fueron, por tanto:
- Hacerse ver como una potencia internacional desarrollando el imperialismo;
- Nacionalismo: el colonialismo permite hacer pensar a los ciudadanos franceses que pertenecen a un gran país.
- Estrategia: conquistar determinados puntos estratégicos les permitió tener bases navales en distintos puntos del planeta que en caso de guerra siempre se podrían usar.

Aunque hay que entender que estos «motivos políticos» se mezclaban con otros económicos.

### Causas culturales
Los europeos usaron sus prejuicios eurocéntricos y la excusa de la evangelización de pueblos no cristianos casi continuamente desde el descubrimiento de América hasta la colonización de Indochina. El proselitismo religioso presente desde siempre en la cosmovisión europea ayudó a justificar y amparar el uso de la ventaja tecnológica militar que Europa consiguió por su acceso a recursos y la historia de guerras intestinas en el continente.
Además, por su estrecho contacto con Eurasia y África los europeos se volvieron resistentes a ciertas pandemias, contra las que otros pueblos más aislados (indígenas americanos y polinesios) no eran tan resistentes. Gran parte de la caída demográfica de América tras la llegada de los primeros europeos se debió a enfermedades pandémicas a los que los pueblos americanos no habían estado expuestos previamente.
Además el tráfico de esclavos a gran escala que los europeos, norteafricanos y musulmanes habían practicado desde hacía siglos fue una parte del modo de producción colonial que los europeos usaron para explotar recursos mediante mano de obra aún en regiones donde previamente la densidad de población no habría permitido el uso intensivo, de no haber tenido esclavos.

### Justificaciones
Los partidarios del colonialismo, en algunos casos, se justificaron creando una ideología basada en el racismo. Una de sus bases era creer que el colonialismo tenía una misión civilizadora, considerando que los únicos civilizados eran los «países grandes», el resto era considerado incivilizado y salvaje. Esta ideología racista generó en Europa un sentimiento de superioridad. Pero también hubo una dura crítica al imperialismo, los socialistas y los miembros de los sindicatos obreros fueron los que más duramente lo criticaron. Una tercera vía, con los más moderados de los partidarios, lo justificaban diciendo que era una solución a la crisis capitalista europea.

## Colonialismo climático
El colonialismo climático es un concepto que nace a partir de un patrón en el que el capitalismo refuerza  la desigualdad económica y social a través de ciertas políticas que se aplican para mitigar o adaptarse al cambio climático. Históricamente, los países  desarrollados e industrializados han sido los principales responsables del cambio climático y sin asumir la responsabilidad que tienen ante la situación, han creado falsas soluciones que los llevaron a trasladar la crisis a los países pobres y en vías de desarrollo, explotando y contaminando  sus recursos. Este fenómeno toma sus raíces en el colonialismo y en el extractivismo, en donde los países más desarrollados perjudican a los menos desarrollados para obtener beneficios.
En el colonialismo climático, las políticas ambientales modernas pueden actuar como formas de control y explotación sobre los países menos desarrollados, que resultan ser los más vulnerables. Esto sucede de manera similar al colonialismo tradicional. Por ejemplo, se han desarrollado proyectos de generación de energías limpias, como energía solar o energía eólica en países en desarrollo que son financiados por inversión de otros países con mayor capacidad económica. Los países que financian los proyectos consiguen diversos beneficios al generar energías limpias, como reducir su huella de carbono. Al final, estos proyectos  también tienen consecuencias perjudiciales en las comunidades más vulnerables. Entre ellas está el desplazamiento de la vida silvestre, migración, deforestación y sequía.

### Formas en las que se ejerce el colonialismo climático

#### Ecoimpostura
Ecoimpostura se refiere a determinadas acciones tomadas por países y empresas privadas de altos recursos para dar supuestas soluciones a problemas ecológicos, sin resolver el problema de fondo; afectando de manera negativa a comunidades y grupos de personas más vulnerables, sin resolver el problema.
Un problema que contribuye al colonialismo es la imposición de políticas climáticas injustas. Estas políticas son principalmente creadas por los países ricos y están centradas en los intereses de los mismos, bloqueando la autonomía de los países afectados. Estas imposiciones en vez de solucionar el problema, lo trasladan a los países en desarrollo bajo la justificación de buscar una solución verde a los problemas del cambio climático.

#### Extractivismo
Consiste en que empresas de países en potencia  se apropien de los recursos  de territorios en países pobres. Se busca el crecimiento de la economía, antes que el bienestar humano y social. Como consecuencia a estas acciones, la autonomía para la toma de decisiones en países pobres, se vuelve limitada y vulnerada, haciendo que los derechos humanos básicos se vean comprometidos.

#### Zonas de sacrificio
Este término se empezó a utilizar para describir territorios destruidos debido a los ensayos nucleares durante la Guerra Fría. Es usado para referirse a lugares con niveles altos de contaminación, llegando a ser peligrosos. De igual manera, en estos lugares, las comunidades han sido sacrificadas. Esto con la justificación del desarrollo económico y las transiciones energéticas.

### Consecuencias
Puede llevar a varias consecuencias, entre las cuales están: 
1. Migración climática: este fenómeno hace referencia al desplazamiento de las comunidades causado por efectos del cambio climático o por el despojo de sus tierras.[22][25]
2. Racismo medioambiental: consiste en que los territorios donde habitan comunidades racializadas sean utilizados para el desecho de basura y materiales tóxicos, entre otros. También para la localización de proyectos industriales que no benefician a las comunidades afectadas, sino a las más desarrolladas.[26][27]
3. Pérdida de recursos naturales o biodiversidad: al tener una sobreexplotación de los recursos, se genera una devastación de la flora y fauna existente en los ecosistemas, de igual manera, los procesos industriales generan la contaminación del medio ambiente.[28]
4. Falta de respeto a la dignidad humana: Las necesidades básicas son limitadas y en ocasiones privadas a las comunidades, ignorando los derechos humanos. Esto es debido a la sobreexplotación de recursos, pues éstos son considerados como objeto de dominio y no como parte de la vida y de la identidad.[22]
5. Impacto ambiental desproporcionado: las comunidades racializadas en Latinoamérica a menudo son  marginadas y relegadas a tierras vulnerables y se ven expuestas a los efectos de modelos de desarrollo que replican patrones de desigualdad y explotación históricamente asociados con la colonización.[22]

### Por país
En Brasil la empresa Vale S.A fue responsable de una de las mayores catástrofes del país con la ruptura de la represa Bento Rodríguez en 2015, misma que resultó en la contaminación masiva de cuerpos de agua y numerosas pérdidas humanas. Este acontecimiento ilustra el racismo ambiental debido a la falta de cumplimiento de la legislación ambiental.
En México, las comunidades afromexicanas en el Sistema Lagunar Chacahua La Pastoría enfrentan deforestación, contaminación y alteraciones ecológicas debido a proyectos de desarrollo como la represa Ricardo Flores Magón, misma que ha provocado la pérdida de medios de subsistencia, efectuando los problemas de salud y migración.
En América Latina, a través de distintos estudios de caso, se examinan las resistencias comunitarias y las luchas por la justicia socioambiental frente a proyectos mineros, petroleros y agroindustriales. No obstante, se destaca la relevancia de la ecología política como herramienta para comprender las dinámicas de poder, enfatizando las políticas públicas que promuevan modelos de desarrollo sostenibles y respetuosos con los derechos de poblaciones locales. 

## Expansión colonial
La expansión colonial se inició en el último tercio del siglo XIX. Hubo cuatro excepciones a esta fecha, Francia, Gran Bretaña, España y Portugal, que la iniciaron antes.
Entre los colonizadores se encontraban: soldados, trabajadores emigrantes, políticos y funcionarios, misioneros (católicos y protestantes) y exploradores.
Dada la superioridad del ejército de la metrópoli algunos indígenas se rendían (pacto) y otros eran conquistados y sometidos por medio de la guerra.

### Conflictos coloniales
Fueron conflictos territoriales entre naciones europeas. Se daban cuando dos o más naciones se disputaban un territorio. Llegó a haber guerras a causa de los citados conflictos. La idea del Imperio Continuo que tenían varias metrópolis fue el origen de muchos de ellos. Gran Bretaña quería establecer un imperio en África de norte a sur. Francia de oeste a este, en el tercio norte de África. Por último, Portugal, también de oeste a este, pero en el sur. Hubo conflictos de Gran Bretaña con Francia, primero, y con Portugal, después, que ganó, por lo que estos dos países tuvieron que abandonar dicha idea.

### Vías de comunicación
Siempre interesaron las vías de comunicación de las metrópolis con sus colonias. Con África era relativamente fácil, pero con Asia no. Para solucionar este problema, los franceses, por medio del arquitecto Lesseps se embarcan en la construcción, con autorización egipcia, del canal de Suez. Los ingleses se dan cuenta de la importancia económica del canal y negocian con el sultán de Egipto la compra de sus acciones. Se realizó esta operación y el canal pasó a ser franco-británico.
Unos años después, la mayoría de accionistas franceses dejaron sus acciones y estas pasaron a manos de los ingleses, teniendo así el control completo del canal. Tiempo después se establecería un protectorado en Egipto.

## Principales imperios coloniales

### Imperio español

Cruz de Borgoña, bandera del Imperio español

El Imperio español fue uno de los primeros imperios coloniales en aparecer (aunque muchos historiadores cuestionan esta denominación), y uno de los más extensos. Junto con Portugal, fue una de las mayores potencias europeas del siglo XVI. Su estructura era virreinal, es decir, que se organizaba en virreinatos. El líder de un virreinato era el virrey, que era el máximo representante del rey en ese territorio. La corona de Castilla inicialmente creó dos virreinatos en América: Nueva España (actual México, Centroamérica y Filipinas) y Perú (desde Panamá pasando por Chile hasta Cabo de Hornos), aunque más tarde serían cuatro, añadiéndose a la lista Nueva Granada (Colombia, Venezuela, Ecuador y Panamá) y el de Río de la Plata (Argentina, Uruguay, Paraguay y Bolivia). Cada virreinato estaba organizado en Capitanías Generales y éstas a su vez por gobernaciones. 
En el 1580, durante el reinado de Felipe II, España anexionaría Portugal a su Imperio gracias a la herencia de este rey por parte de su madre, Isabel de Portugal. Este periodo sería la edad de Oro de España.
En el Siglo de las Luces, tendría seguidos conflictos con Gran Bretaña y otras potencias europeas, como la guerra de sucesión española, la guerra de sucesión austríaca o la guerra de los Siete Años, entre otras. España también viviría en este siglo una gran expansión de su monarquía, consolidando su supremacía en América, además de que tras la guerra de los Siete Años, recibiría el gran territorio de Luisiana por parte de Francia, y más tarde, pelearía con Gran Bretaña por el control del Territorio de Nutca. 
La mayoría de los territorios españoles se independizarían a partir del 1810, como consecuencia a la invasión napoleónica de España. La primera nación en separarse de España fue el Río de la Plata (actual Argentina) junto con el Paraguay en 1810, y la última, Bolivia en el 1825. Sin embargo, España continuaba teniendo poder sobre Cuba, Puerto Rico y Filipinas, pero estos territorios saldrían del dominio español en 1898 tras la derrota española en la guerra hispano-estadounidense.
En el siglo XX, España mantendría las colonias del Sáhara Español, Guinea Ecuatorial (posteriormente entrarían en la categoría de provincias de ultramar) y el Protectorado de Marruecos. La última en dejar de ser parte de España fue el Sáhara, que fue transferido a Mauritania y Marruecos en el 1976.
Las Islas Canarias fueron objeto de un intento de ser contempladas como un caso de descolonización. A principios de 1978 una comisión formada por Argelia, Libia, Senegal, Nigeria y Guinea, supervisarían un «proceso de descolonización» para estas islas. También se elevaría el asunto al entonces secretario general de la OUA, William Eteki. Otra acción en favor de la independencia de las Islas Canarias sería ir a Nueva York, y presentar una resolución favorable a la independencia del archipiélago ante la Asamblea General de las Naciones Unidas. Tras el estudio del caso por la Organización de las Naciones Unidas, las Islas Canarias fueron excluidas de los 17 territorios que a 2020 son los no autónomos y pendientes de descolonización, por formar parte integral del cuerpo político del Estado español. Sí está Gibraltar entre los territorios coloniales, por ser declarado dependiente del Reino Unido y no parte integral de éste según los criterios de la ONU.
El Imperio español es considerado el cuarto imperio más grande de la historia, tan solo superado por Rusia, Gran Bretaña y Mongolia, y dejando atrás a otros grandes imperios como los Califatos Árabes, China, Roma, Francia o Portugal entre muchos otros.

### Imperio portugués

Bandera del Imperio portugués

El Imperio portugués fue el primero en hacer asentamientos estables en África y el segundo en América (poco después de España). Sus posesiones consistían, sobre todo, en Brasil, Angola y Mozambique, aunque durante sus primeros siglos, mantuvo factorías en las Costas de la India, gran parte de las Costas Africanas, en las Indias Orientales y en Timor-Leste (Timor Oriental).

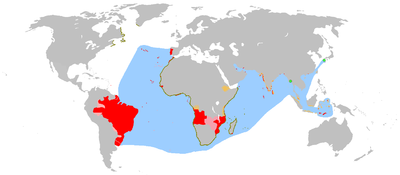
Mapa diacrónico del Imperio portugués

Uno de los comercios más notables en la historia de Portugal es el comercio de esclavos africanos mediante el método del comercio triangular (la metrópoli enviaba manufacturas a las colonias Africanas y desde ahí enviaba más manufacturas y esclavos hasta América y las riquezas de este último iban a parar a la metrópoli), de hecho, era la principal fuente de esclavos para el Reino Unido, Francia y España en los siglos XVII, XVIII y principios del XIX.
En 1580, Felipe II de España accedió al trono portugués después de salir victorioso en la Batalla de la Isla Terceira (última batalla de la Guerra de Sucesión Portuguesa). Portugal formaría parte de la Monarquía Hispánica y su sistema polisinodial de Consejos (respetando los fueros y privilegios de cada territorio pero colocando como soberano del mismo al rey español) hasta que en 1640, proclamó su independencia debido a la Unión de Armas propuesta por el conde-duque de Olivares que proponía igualar la contribución en impuestos y levas militares según la riqueza y población de cada territorio de la Monarquía Hispánica.
Portugal siguió expandiendo Brasil hasta que en el año 1822 se independizó. Pese a esto, Portugal mantuvo y expandió sus colonias africanas su independencia en 1974 (Angola), y 1975 (Mozambique).

### Imperio colonial británico

Bandera del Reino Unido, utilizada en el Imperio Británico

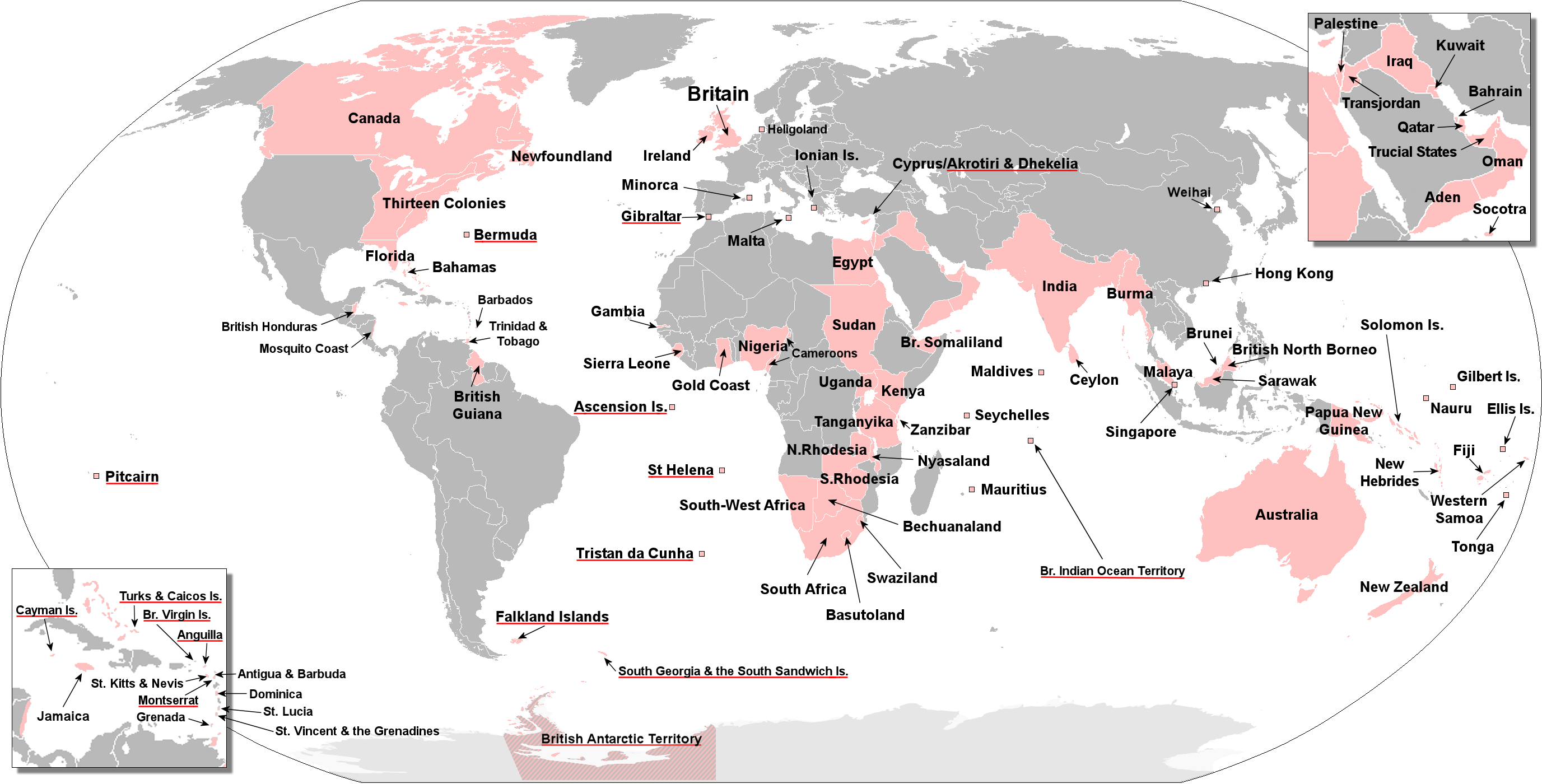
Mapa anacrónico del Imperio británico. Subrayadas, las posesiones que aún mantiene el Reino Unido.

El Imperio colonial británico era el más grande del mundo. La India era la colonia más rica, por sus productos y su población. Era un gran mercado. Fue conquistada entre 1845 y 1848 por una empresa privada inglesa, la Compañía Británica de las Indias Orientales. En 1857 estalló una revuelta de los componentes indios de las tropas inglesas (cipayos). Fue difícil contenerla, por lo que al conseguirlo, la reina Victoria transfirió el poder al Estado. Fue proclamada Emperatriz de la India (1876). Más adelante, los británicos hicieron expediciones militares para reforzar las fronteras indias. Conquistaron el Norteamérica, gran parte de Oceanía, Guyana, Birmania y, al este de Asia, Malasia. En África realizaron conquistas desde Egipto y el valle del Nilo hasta el océano Índico y Sudáfrica, donde tuvieron que luchar con antiguos colonos holandeses (boéres).

### Imperio colonial francés
.

Bandera de Francia, enseña del Imperio Colonial Francés

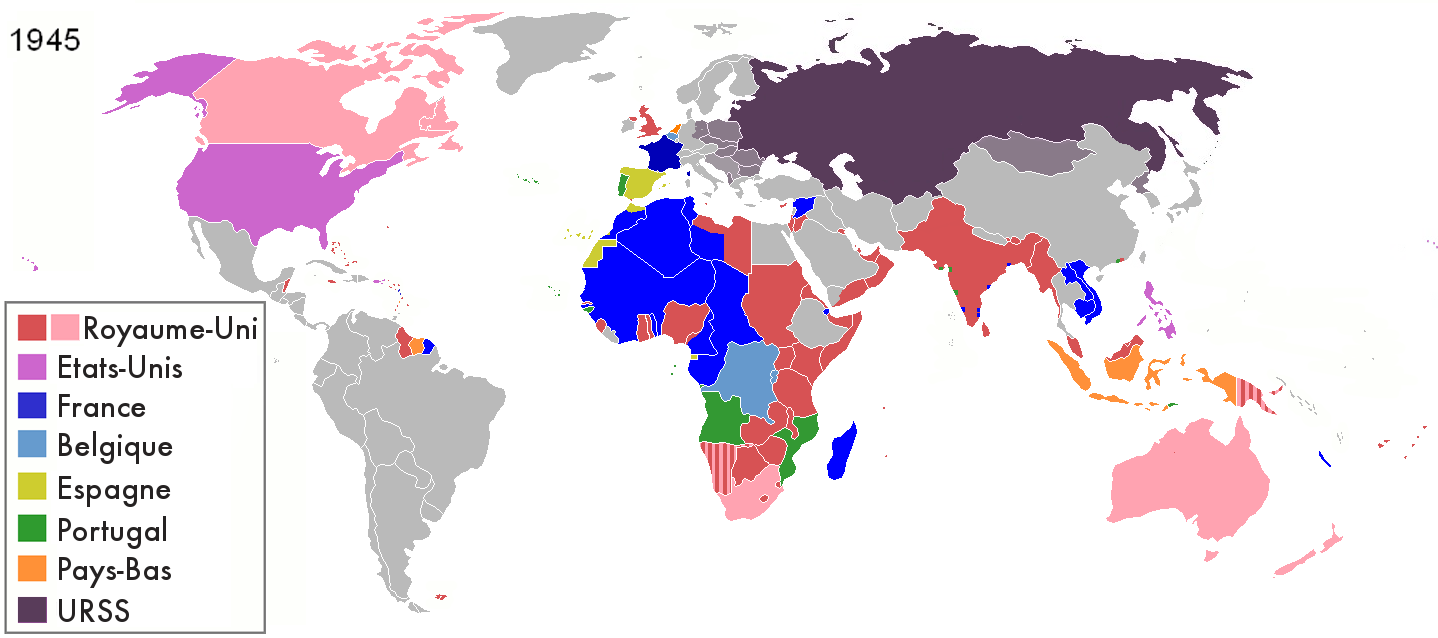
Mapa que muestra las colonias, protectorados y mandatos franceses (en azul) en África en 1945; a saber, África Ecuatorial Francesa, África del Norte Francesa, Somalilandia Francesa y África Occidental Francesa. Junto con las antiguas colonias belgas (que se muestran en azul claro), estas áreas constituyen hoy la mayor parte del África francófona.

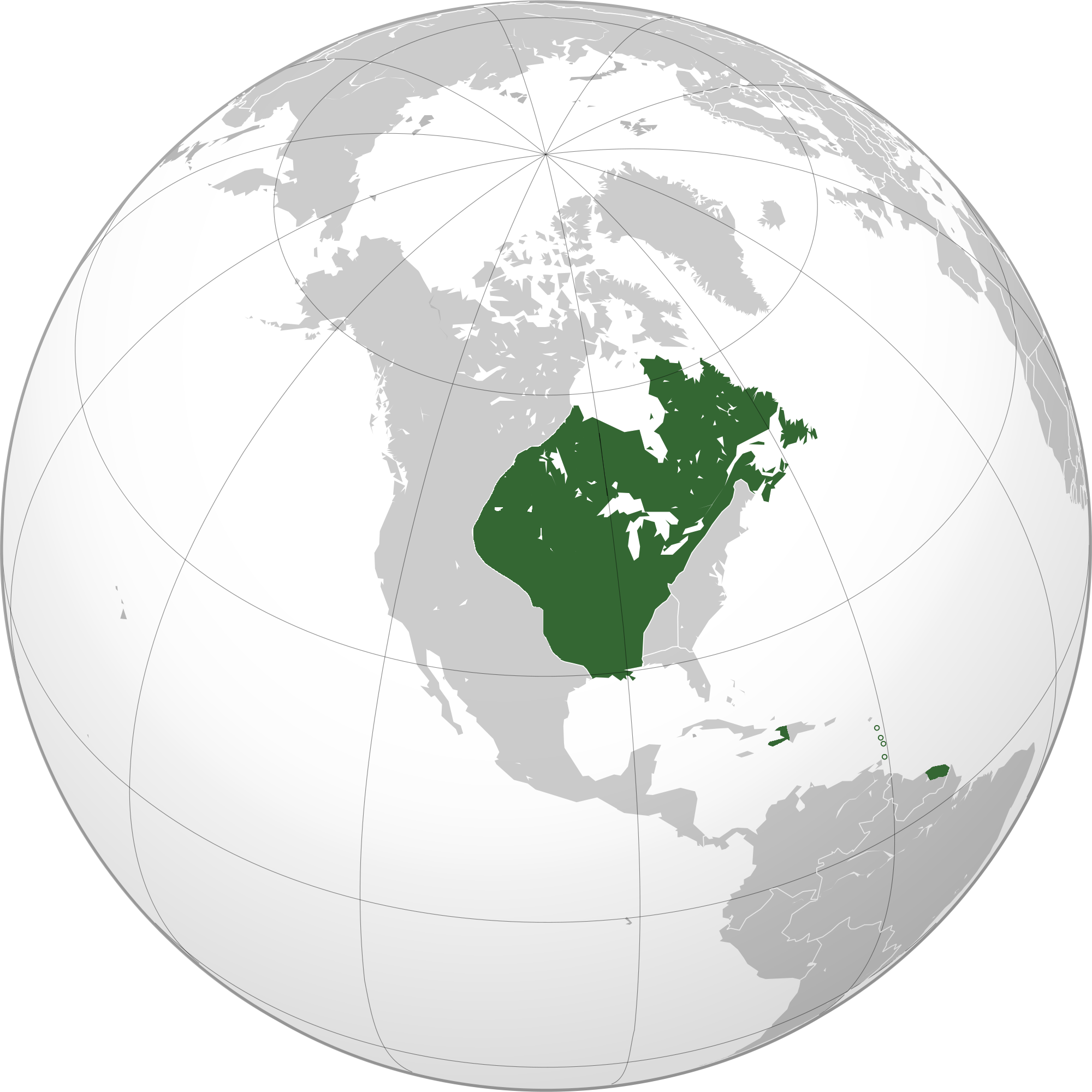
Nueva Francia y la Luisiana Francesa

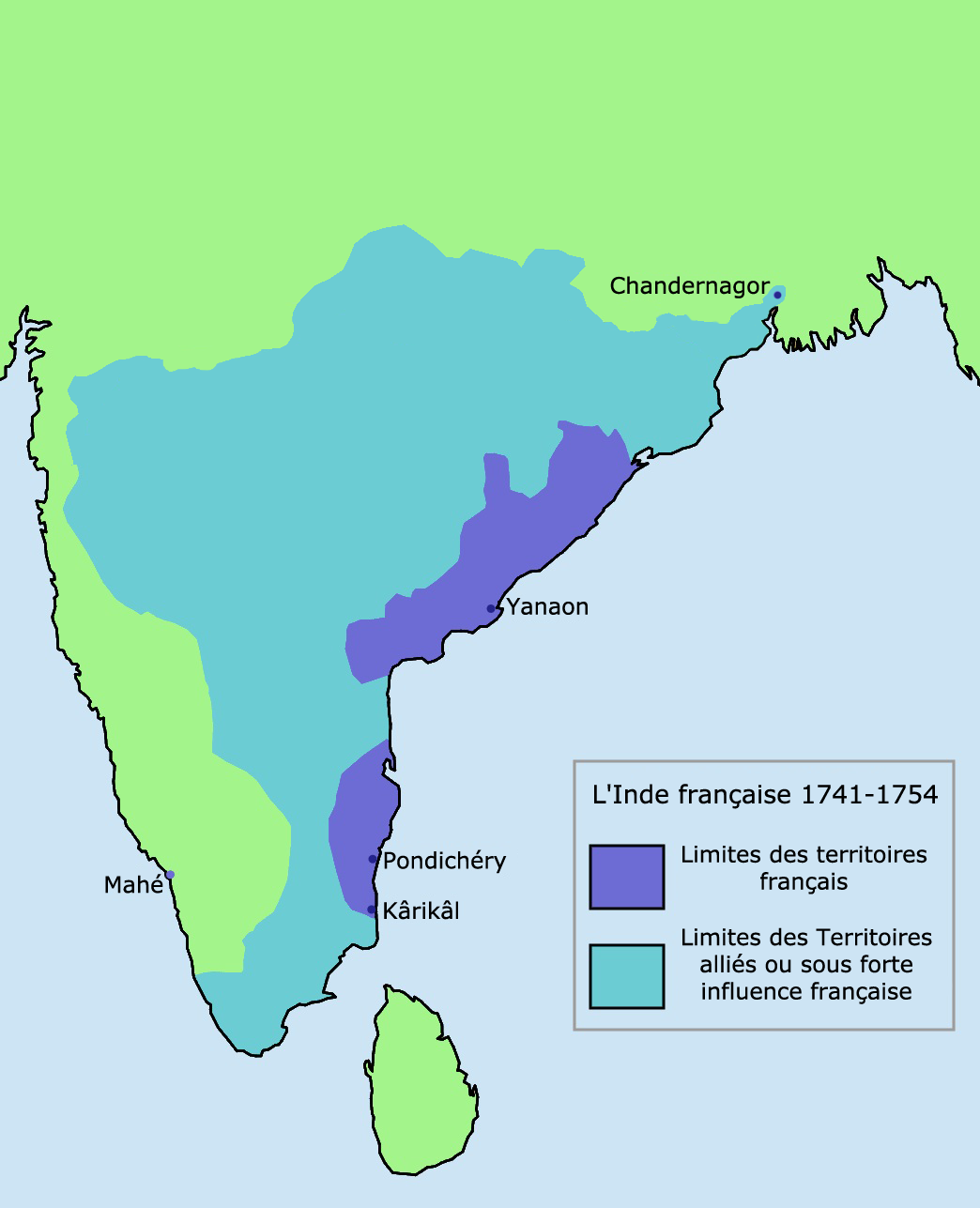
Extensión de la India francesa entre 1741 y 1754

El Imperio colonial francés comienza bajo el reinado de Luis XIII. En esta época, Francia crearía el Virreinato de Nueva Francia, con capital en Quebec. Más tarde, durante Luis XIV, crearía también la Luisiana, un extenso territorio que abarcaba el centro del continente. También fundaría la colonia de la Guayana Francesa y España le regalaría Haití. Tras la guerra de los Siete Años, perdida por la Francia de Luis XV, la Luisiana sería regalada a España y Nueva Francia a Gran Bretaña. Después de este hecho, el Imperio Francés quedaría reducido a Haití y la Guayana Francesa. 
Después de Napoleón, Francia empezó a colonizar África Occidental y el Sureste Asiático. El resultado fue un gran y duradero Imperio Colonial, abarcando un tercio del continente africano, Madagascar e Indochina. Este imperio resistiría las dos guerras mundiales, pero se fragmentaría poco después de la Segunda Guerra Mundial.

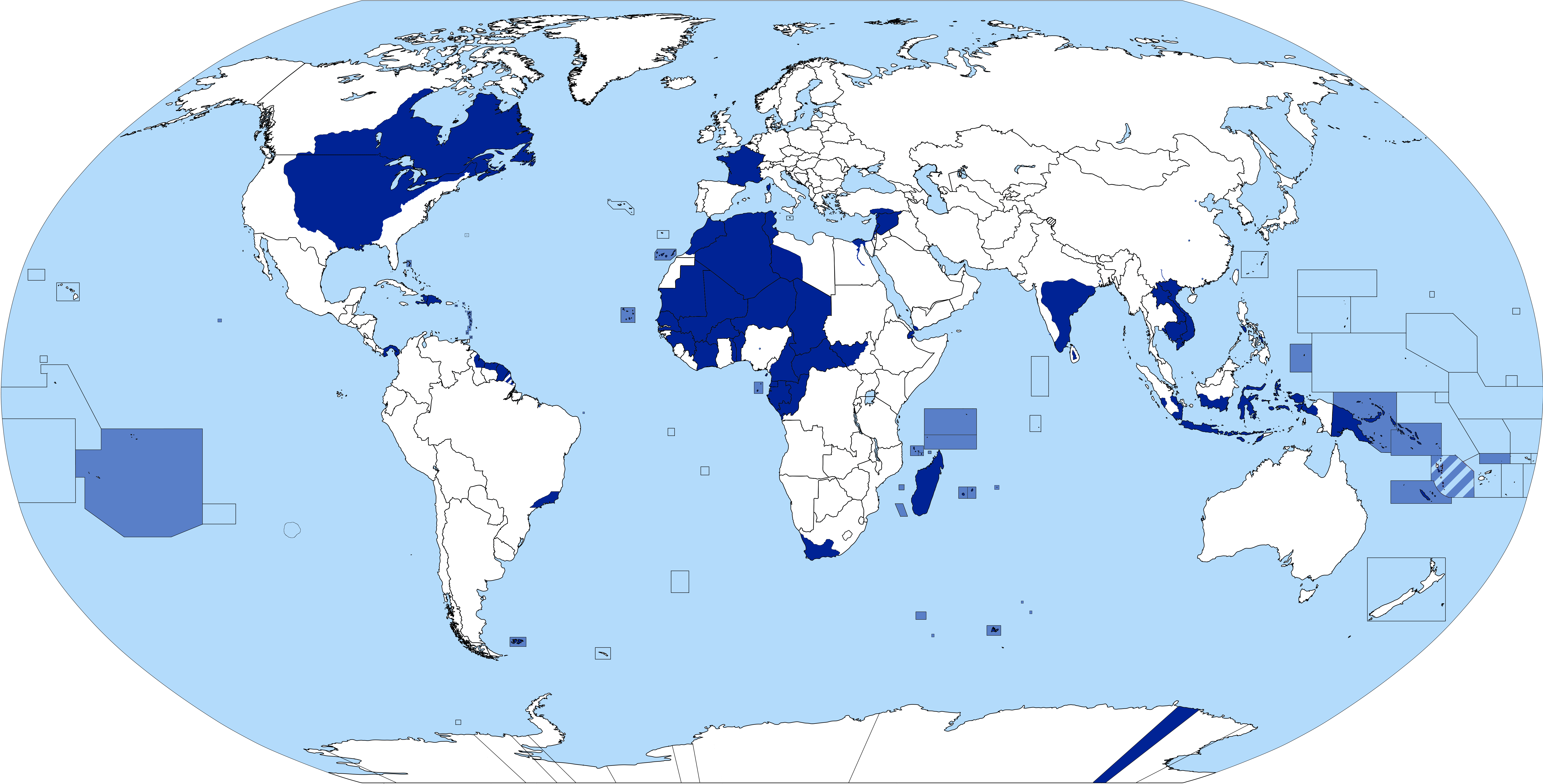
Mapa anacrónimo con el nombre de todas las colonias francesas desde 1534 hasta 1980.

En su apogeo (1680), el primer imperio colonial francés se extendió por más de 10 000 000 km², el segundo imperio más grande del mundo en ese momento solo detrás del Imperio español. En su cúspide, el segundo imperio colonial francés fue uno de los imperios más grandes de la historia: incluyendo Francia metropolitana, la cantidad total de tierra bajo soberanía francesa alcanzó los 13 500 000 km² en 1939, con una población de 150 millones de personas en 1939. 
La superficie total del Imperio Colonial Francés, con el primer (principalmente en Norteamérica) y segundo (principalmente en África) imperio colonial francés combinados, alcanzó los 24 000 000 km², el segundo más extenso del mundo (siendo el primero el Imperio británico).

### Caso del Congo
En África sólo quedaban dos estados independientes: Liberia y Abisinia. El reparto que se dio en África ocasionó enfrentamientos. En la región del Congo, concretamente, confluían las ambiciones del Reino Unido, Francia, el Imperio alemán, Portugal y la Asociación Internacional para la Explotación y Colonización de África, del rey Leopoldo II de Bélgica. Para evitar enfrentamientos militares, las potencias europeas se reunieron en la Conferencia de Berlín (1885) donde decidieron las normas para la ocupación de tierras en África y aprobaron que Congo pasara a ser propiedad de la Asociación Africana del rey Leopoldo, siendo este periodo clasificado como la peor colonización de todas posteriormente. A su muerte, lo legó al reino de Bélgica.

### Caso de Marruecos

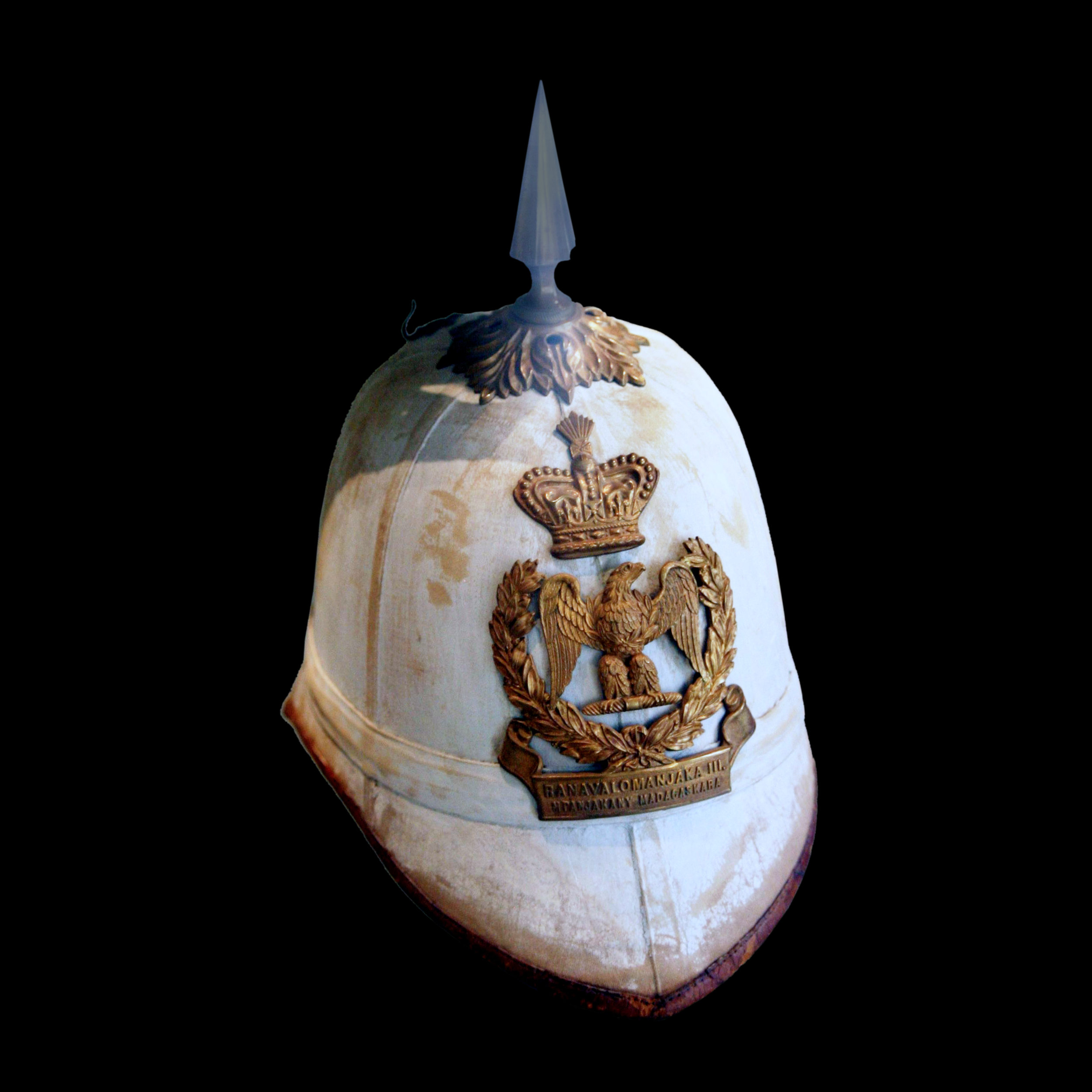
Salacot (en este caso, del Segundo Imperio francés) es un icono del colonialismo de las áreas tropicales del planeta.

A finales del siglo XIX, el reino de Marruecos era uno de los pocos países africanos que seguía siendo independiente aunque Francia intentó ocuparlo. Se produjo una crisis porque el emperador Guillermo II de Alemania se opuso en 1905. En 1906, en la Conferencia de Algeciras, se decidió que Marruecos sería dividido como protectorado entre Francia y España. En algunas zonas hubo una fuerte resistencia, por ejemplo, en el norte, Abd-el-Krim se rebeló contra Francia y España.

### La cuestión china
China estaba dominada por la dinastía Qing manchú, de origen distinto que la mayoría de población (Han), por lo que eran considerados extranjeros, por los europeos. Hacia 1820 la participación de China en el PIB mundial era superior al 35%, mientras que la contribución de Europa era inferior al 25%. De hecho hacia 1800 dos tercios del PIB mundial correspondían a Asia.
China, por tanto, era una potencia económica, un país muy poblado y un mercado ideal para las grandes potencias. Los productos chinos se exportaban a Europa y el balance comercial era favorable a China, se estima que el 75 % de la plata extraída en América acabó intercambiada en China a cambio de productos chinos. Por esa razón, los europeos en particular los británicos buscaron otras mercancías además de la plata para intercambiarla por productos chinos. Los traficantes británicos de opio, trataron de vender opio y promover el consumo para poder vender opio a cambio de otras mercancías chinas. Sin embargo, el opio estaba prohibido en China, aunque un porcentaje creciente de la población era adicta. Las guerras del opio (1838-1860) tuvieron como objetivo obligar a China a comprar productos europeos, e impusieron los llamados Tratados Desiguales. China era obligada a comprarles productos a las potencias, y el tráfico de opio llevado a cabo desde Hong Kong debió ser consentido por la amenaza militar británica. Los europeos instalaron otras plazas permanentes con el objetivo de dominar todo el comercio exterior de China y hasta sus ferrocarriles. Esto provocó revueltas contra los monarcas manchúes, pero los ejércitos de las metrópolis las repelieron. Sin embargo, culturalmente China fue altamente independiente y el impacto cultural europeo fue limitado, a pesar de la supeditación de muchas de sus políticas a los intereses europeos.

## Organización política y explotación económica de las colonias

### Organización política
Hay tres tipos de colonias en cuanto a la organización política:
- Colonias de explotación: donde la población es indígena, el gobierno es el de la metrópoli, pero a través de un cargo residente, un gobernador. Así la colonia está sometida a la metrópoli;
- Colonias de poblamiento: la población la componen colonos y el gobierno es propio. Toma sus decisiones de forma autónoma respecto a la metrópoli;
- Protectorados: surgen de un pacto entre los indígenas y los colonizadores. La metrópoli permite que se mantenga el poder indígena, que son la población de la colonia. Por tanto el poder se divide entre la política interior, regida por un gobierno indígena, y la política exterior en manos de la metrópoli.

### Explotación económica
Se explota a los indígenas, para obtener beneficios, que son siempre para la metrópoli. Hay varios tipos de explotación:
- Explotación agrícola (plantaciones).
- Explotación minera (por el Estado o por particulares).
- Explotación de fuentes de energía.
- Explotación de materias primas.
- Explotación de la mano de obra indígena, que se ocupa de todo lo anterior.

La economía colonial se basa en impedir el desarrollo industrial de las colonias, de esta forma la metrópoli vende productos manufacturados caros (industriales, totalmente elaborados) mientras compra baratos, a la colonia, las materias primas (minerales, productos agrícolas, ganado, etc.) y fuentes de energía. Esto beneficia a la metrópoli y perjudica a la colonia. Otra forma de perjudicar a las colonias es mediante un comercio injusto, en algunos casos la colonia solo puede comerciar con su metrópoli, con precios impuestos por la metrópoli, que suelen tender a beneficiarla.

### Sociedad colonial
Es una sociedad dual, por un lado colonizadores y por otro indígenas o población autóctona, sin convivencia estrecha entre ambas partes aunque comparten el territorio, pero sin mezclarse (caso que no ocurre con el Imperio Español). Cada una de esas dos partes de la sociedad tiene su propia organización. Esta ausencia de interrelación profunda puede interpretarse como una sociedad racista, y que mantiene a los colonizadores con una vida acomodada desde la que manejan el poder político y económico. Dentro de la sociedad indígena se pueden distinguir dos grupos:
- Dirigentes políticos de las tribus: son los que pactaron con la metrópoli. Van a mantener su estatus social y económico;
- Trabajadores: son la gran mayoría y están empleados en cualquier actividad que sean necesarios.

## Consecuencias
El colonialismo ha tenido consecuencias históricas muy importantes tanto desde los puntos de vista económico, demográfico, lingüístico, cultural, religioso y político. En el plano económico, la Revolución Industrial europea requirió las materias primas procedentes de sus colonias y la fuerza de trabajo, así como algunas materias primas básicas.
Las consecuencias fueron enormes en América, donde la población autóctona muy vulnerable a las epidemias de origen euroasiático quedó diezmada. En África las consecuencias demográficas fueron menores, Sudáfrica es uno de los países con mayor impacto demográfico europeo. En Asia, salvo por las hambrunas de India de finales del siglo XIX, provocadas por el sistema de producción impuesto con los británicos las consecuencias tuvieron sólo un impacto transitorio. Desde el punto de vista lingüístico, el colonialismo preparó el terreno para el uso de lenguas europeas como lenguas diplomáticas y comerciales. El número de hablantes de inglés, francés, español, portugués y neerlandés debe mucho a los efectos demográficos del colonialismo.
Entre las consecuencias más negativas se pueden mencionar: la destrucción de la sociedad indígena; la explotación económica total; cambio de los valores propios de los indígenas, cultura exterior, de la metrópoli; y el intento de creación del Imperio Continuo, uniendo territorios dispares y además generando conflictos para conseguirlo, incluso teniendo que evitar a otras metrópolis.

## Dominaciones
Esta dominación puede ser política, militar, informativa, cultural, económica o étnica.
También se le puede denominar neocolonialismo para hacer referencia a una dominación de tipo económico, e incluso político sobre un estado jurídicamente independiente. En sentido similar se utilizan los términos imperialismo y nuevo imperialismo. 
A diferencia del imperialismo; el colonialismo busca llevar las violaciones más allá. El colono es quien debe ir a la colonia a implantar su cultura y establecerse allá. El proceso que vive la población de la colonia es llamado aculturación (pasar a llevar una cultura con otra «más poderosa»). El colonialismo no es un término tan económico como el imperialismo, el cual busca materias primas y mano de obra en la colonia para luego producir en el país y finalmente retornan y vender en la propia colonia de donde consiguió la materia. 
La importancia colonial y su historiografía ha tenido un gran rol dentro de las disciplinas históricas, y se ha visto robustecida en el final del siglo XX y comienzo del XXI a raíz de la necesidad de comprender mejor los procesos globales.

## Descolonización
Durante el curso del siglo XX se independizaron las colonias europeas en África y Asia y algunas colonias que todavía quedaban en América continental. En el Caribe y África sigue habiendo colonias europeas en la segunda década del siglo XXI.
The World Book Encyclopedia se refiere a algunos otros «niños» ingobernables que también «nacieron satisfactoriamente» durante la era posbélica. Haciendo referencia a «El Surgimiento de Naciones Nuevas», explica: «Después de la Segunda Guerra Mundial se fueron desplomando uno a uno los vastos imperios europeos. Reino Unido, Francia, Bélgica, los Países Bajos y las otras grandes potencias coloniales habían quedado debilitadas debido a sus pérdidas durante la guerra. Ya no podían seguir reteniendo sus colonias por la fuerza». Entre las primeras colonias que obtuvieron la independencia estuvieron Indonesia, las Filipinas, Pakistán, la India, Bangladés, Ceilán (actualmente Sri Lanka), Libia, Túnez, Argelia y Ghana.
La tendencia hacia la independencia política ha continuado y ha resultado en el nacimiento de por lo menos cien naciones nuevas desde 1945 y algunas devoluciones de territorios a sus países de origen, como los casos de Hong Kong y Macao en 1997 y 1999 respectivamente.

## Imperios coloniales
- Imperio colonial portugués (1415-1975/1999)
- Imperio colonial español (1402-1898/1492-1976)
- Imperio otomano (1299-1922)
- Imperio neerlandés (1603-1975)
- Imperio colonial francés (1534-1980)
- Imperio colonial danés (1206-1953)
- Imperio colonial británico (1497-1997/1583-1997)
- Imperio colonial sueco (1638-1663)
- Imperio colonial alemán (1880-1920)
- Imperio colonial italiano (1882-1947/1960)
- Imperio colonial belga (1908-1962)
- Imperio colonial japonés (1895-1945)
- Imperio ruso (1721–1917)
- Imperio colonial austriaco (1719–1750, 1778–1783, 1901–1917)
- Territorios de los Estados Unidos (1817–1946)